# San Pedro de Macorís (Provinz)
San Pedro de Macorís ist eine Provinz im Osten der Dominikanischen Republik. und liegt nahe der Hauptstadt Santo Domingo. Die Zuckerindustrie spielt in der Provinz eine große wirtschaftliche Rolle. Die Bürger nennt man petromacorisanos.

## Wichtige Städte und Ortschaften
- San Pedro de Macorís, Provinzhauptstadt
- Consuelo
- Quisqueya
- Ramón Santana
- San José de los Llanos
- Gautier
- El Puerto